# 인천광역시의 선거구
인천광역시의 선거구는 국회의원 선거구 13개, 시의원 선거구 31개로 이루어져 있으며 10개의 구·군 의원의 선거구도 존재한다.

## 국회의원 선거구
| 번호 | 선거구명           | 관할 구역 |
| ---- | ------------------ | --- |
| 1    | 중구·강화군·옹진군 | 중구, 강화군, 옹진군 전 지역                                                                                     |
| 2    | 동구·미추홀구 갑   | 동구 전지역, 미추홀구 도화1동, 도화2·3동, 주안1동, 주안2동, 주안3동, 주안4동, 주안5동, 주안6동, 주안7동, 주안8동 |
| 3    | 동구·미추홀구 을   | 미추홀구 숭의1·3동, 숭의2동, 숭의4동, 용현1·4동, 용현2동, 용현3동, 용현5동, 학익1동, 학익2동, 관교동, 문학동     |
| 4    | 연수구 갑          | 연수구 옥련2동, 선학동, 연수1동, 연수2동, 연수3동, 청학동, 동춘3동                                               |
| 5    | 연수구 을          | 연수구 옥련1동, 동춘1동, 동춘2동, 송도1동, 송도2동, 송도3동                                                      |
| 6    | 남동구 갑          | 남동구 구월1동, 구월3동, 구월4동, 간석1동, 간석4동, 남촌도림동, 논현1동, 논현2동, 논현고잔동                     |
| 7    | 남동구 을          | 남동구 구월2동, 간석2동, 간석3동, 만수1동, 만수2동, 만수3동, 만수4동, 만수5동, 만수6동, 장수서창동               |
| 8    | 부평구 갑          | 부평구 부평1동, 부평2동, 부평3동, 부평4동, 부평5동, 부평6동, 부개1동, 일신동, 십정1동, 십정2동, 산곡3동, 산곡4동 |
| 9    | 부평구 을          | 부평구 산곡1동, 산곡2동, 청천1동, 청천2동, 갈산1동, 갈산2동, 삼산1동, 삼산2동, 부개2동, 부개3동                  |
| 10   | 계양구 갑          | 계양구 효성1동, 효성2동, 계산1동, 계산3동, 작전1동, 작전2동                                                      |
| 11   | 계양구 을          | 계양구 계산2동, 계산4동, 작전서운동, 계양1동, 계양2동, 계양3동                                                   |
| 12   | 서구 갑            | 서구 가정1동, 가정2동, 가정3동, 신현원창동, 석남1동, 석남2동, 석남3동, 가좌1동, 가좌2동, 가좌3동, 가좌4동        |
| 13   | 서구 을            | 서구 검암경서동, 연희동, 청라1동, 청라2동, 청라3동                                                               |

## 시의원 선거구
| 번호 | 선거구명           | 관할 구역                                                           |
| ---- | ------------------ | ------------------------------------------------------------------- |
| 1    | 중구 제1선거구     | 중구 연안동, 신흥동, 도원동, 율목동, 동인천동                       |
| 2    | 중구 제2선거구     | 중구 신포동, 북성동, 송월동, 영종동, 운서동, 용유동                 |
| 3    | 동구 제1선거구     | 동구 만석동, 화수1·화평동, 화수2동, 송현3동, 송림1동, 송림4동       |
| 4    | 동구 제2선거구     | 동구 송림2동, 송림3·5동, 송림6동, 금창동, 송현1·2동                 |
| 5    | 미추홀구 제1선거구 | 미추홀구 도화1동, 도화2·3동, 주안1동, 주안5동, 주안6동              |
| 6    | 미추홀구 제2선거구 | 미추홀구 주안2동, 주안3동, 주안4동, 주안7동, 주안8동                |
| 7    | 미추홀구 제3선거구 | 미추홀구 숭의1·3동, 숭의2동, 숭의4동, 용현1·4동, 용현2동, 용현3동   |
| 8    | 미추홀구 제4선거구 | 남구 용현5동, 학익1동, 학익2동, 관교동, 문학동                      |
| 9    | 연수구 제1선거구   | 연수구 송도1동, 송도2동, 송도3동                                    |
| 10   | 연수구 제2선거구   | 연수구 옥련1동, 옥련2동, 동춘1동, 동춘2동, 동춘3동                  |
| 11   | 연수구 제3선거구   | 연수구 선학동, 연수1동, 연수2동, 연수3동, 청학동                    |
| 12   | 남동구 제1선거구   | 남동구 논현1동, 논현2동, 논현고잔동                                 |
| 13   | 남동구 제2선거구   | 남동구 구월1동, 구월4동, 남촌도림동                                 |
| 14   | 남동구 제3선거구   | 남동구 구월2동, 구월3동, 간석1동, 간석2동, 간석4동                  |
| 15   | 남동구 제4선거구   | 남동구 간석3동, 만수2동, 만수3동, 만수5동                           |
| 16   | 남동구 제5선거구   | 남동구 만수1동, 만수4동, 만수6동, 장수서창동                        |
| 17   | 부평구 제1선거구   | 부평구 부평1동, 부평4동, 부평5동, 부개1동, 부개2동                  |
| 18   | 부평구 제2선거구   | 부평구 부평2동, 부평3동, 부평6동, 산곡3동, 십정1동, 십정2동, 일신동 |
| 19   | 부평구 제3선거구   | 부평구 갈산1동, 갈산2동, 청천2동                                    |
| 20   | 부평구 제4선거구   | 부평구 삼산1동, 삼산2동, 부개3동                                    |
| 21   | 부평구 제5선거구   | 부평구 청천1동, 산곡1동, 산곡2동, 산곡4동                           |
| 22   | 계양구 제1선거구   | 계양구 효성1동, 효성2동                                             |
| 23   | 계양구 제2선거구   | 계양구 작전1동, 작전2동, 작전서운동                                 |
| 24   | 계양구 제3선거구   | 계양구 계산1동, 계산2동, 계산3동                                    |
| 25   | 계양구 제4선거구   | 계양구 계산4동, 계양1동, 계양2동, 계양3동                           |
| 26   | 서구 제1선거구     | 서구 검단1동, 검단2동, 검단3동, 검단4동, 검단5동                    |
| 27   | 서구 제2선거구     | 서구 검암경서동, 청라1동, 청라2동,청라3동                           |
| 28   | 서구 제3선거구     | 서구 연희동, 신현원창동, 가정1동, 가정2동, 가정3동                  |
| 29   | 서구 제4선거구     | 서구 가좌1동, 가좌2동, 가좌3동, 가좌4동, 석남1동, 석남2동, 석남3동  |
| 30   | 강화군 선거구      | 강화군 전 지역                                                      |
| 31   | 옹진군 선거구      | 옹진군 전 지역                                                      |

## 같이 보기
- 대한민국의 선거구